# A-ba-ba-ha-la-ma-ha
A-ba-ba-ha-la-ma-ha (în ucraineană А-ба-ба-га-ла-ма-га) este o editură ucraineană, specializată în publicarea literaturii pentru copii în limba ucraineană, scrisă atât de autori ucraineni, cât și tradusă din limbile rusă și engleză.

## Istoric
A fost înființată în 1992 de scriitorul și etnograful Ivan Malkovici și este cea mai veche editură ucraineană de cărți pentru copii. Sediul ei se află la Kiev. Numele editurii provine din povestea „Грицева шкільна наука” a lui Ivan Franko —

despre un băiat care păștea gâștele, apoi s-a dus să învețe la școală și de fiecare dată când se întorcea acasă, tatăl său l-a întrebat: „Ce ați învățat?”. Băiatul i-a răspuns: „A-BA-BA-HA-LA-MA-HA” (adică „abecedarul”). Când a revenit vara și băiatul s-a întors să pască gâștele și a vrut să se laude cu ceea ce învățase la școală, gâsca i-a spus: „A-BA-BA-HA-LA-MA-HA”. Apoi băiatul s-a gândit că gâsca nu trebuia să meargă la școală.

În anul 2004 editura a vândut în Ucraina peste 400.000 de exemplare ale cărților sale, iar tirajul total al produselor poligrafice „A-ba-ba-ha-la-ma-ha” în 15 ani de activitate a ajuns la 3 milioane de exemplare. Ea a tipărit la început doar cărți în limba ucraineană, iar după ce a avut parte de un mare succes la Târgul Internațional de Carte de la Moscova din 2001 a început să tipărească și cărți în limba rusă, cu mențiunea „Vânzare doar pe teritoriul Federației Ruse”. Recent, „A-ba-ba-ha-la-ma-ha” a început să publice traduceri ale cărților proprii în alte limbi: în special, o poveste a redactorului-șef al editurii, Malkovici, „Miere pentru mama” (în ucraineană Мед для мами, în engleză Honey for Mommy) a apărut în traducerea în limba engleză realizată de soția președintelui Ucrainei, Viktor Iușcenko, Katerina, care a oferit câte un exemplar soțiilor ambasadorilor străini de la Kiev. 

## Autori
Alături de operele autorilor ucraineni, „A-ba-ba-ha-la-ma-ha“ publică și traduceri în limba ucraineană ale cărților celebre din literatura universală, printre care și traducerea ucraineană a ciclului de romane ale seriei Harry Potter a scriitoarei britanice J.K. Rowling și, potrivit sitului Korrespondent.net,

Traducerile ucrainene ale cărților scrise de J.K. Rowling, realizate de Viktor Morozov, au primit note mari de la experți. Ele sunt considerate a fi mai precise decât traducerile în limba rusă. Datorită lui Ivan Malkovici, cea de-a cincea carte din ciclul Harry Potter a venit în Ucraina cu o lună mai devreme decât în Franța și cu patru luni mai devreme decât în Rusia, devenind prima traducere publicată în Europa.

Ultimul roman al ciclului, Harry Potter și Talismanele Morții, a apărut, de asemenea, în ediția ucraineană A-ba-ba-ha-la-ma-ha ca prima traducere publicată.